# Ivan Rizzardi
Ivan Rizzardi (Brescia, Italia, 15 de diciembre de 1966) es un exfutbolista y entrenador italiano. Se desempeñaba de defensa.

## Trayectoria

### Como futbolista
Se formó en las categorías inferiores del Cremonese. En 1985 fue cedido a préstamo al Derthona, equipo de Serie C2, donde se quedó dos temporadas totalizando 63 presencias y 3 goles. Vuelto al Cremonese, jugó tres temporadas, alcanzando un ascenso a la Serie A en 1989. Gracias a sus buenas actuaciones en la máxima división italiana, fue adquirido por el Napoli, donde ganó la Supercopa de Italia 1990. Durante su temporada en Nápoles fue suplente, siendo titular Giovanni Francini; totalizó 25 presencias y un gol, y debutó en la Copa de Europa contra el Újpest Budapest. El año siguiente fue transferido por 2,5 mil millones de liras al Bari, que descendió a la Serie B. En 1993 dejó el club pullés y siguió jugando en las divisiones menores.

### Como entrenador
Comenzó su carrera de entrenador en dos equipos de la provincia de Brescia: el Castelmella y el Dellese. En 2006 se convirtió en el técnico de las categorías inferiores del Salò. La temporada siguiente pasó al Carpenedolo, donde se ocupó inicialmente de la categoría juvenil "Berretti" y luego también fue el entrenador adjunto del primer equipo. Debido a una descalificación del entrenador Ciulli, fue en una ocasión el técnico del club en un partido de Serie C2 contra el Pizzighettone.

## Clubes

### Como futbolista
| Club             | País   | Año         |
| ---------------- | ------ | ----------- |
| Derthona FC 1908 | Italia | 1985 - 1987 |
| US Cremonese     | Italia | 1987 - 1990 |
| SSC Napoli       | Italia | 1990 - 1991 |
| AS Bari          | Italia | 1991 - 1993 |

### Como entrenador
| Club           | País   | Año  |
| -------------- | ------ | ---- |
| AC Carpenedolo | Italia | 2010 |

## Palmarés
| Título              | Club       | País   | Año  |
| ------------------- | ---------- | ------ | ---- |
| Supercopa de Italia | SSC Napoli | Italia | 1990 |